# ČSD-Baureihe 556.0
Die ČSD-Baureihe 556.0 war eine für den Güterzugdienst konzipierte Schlepptender-Dampflokomotive der einstigen Tschechoslowakischen Staatsbahnen (ČSD). Durch die verbaute Stoker-Feuerung erhielten sie vom Betriebsdienst den Spitznamen Štokr.

## Geschichte

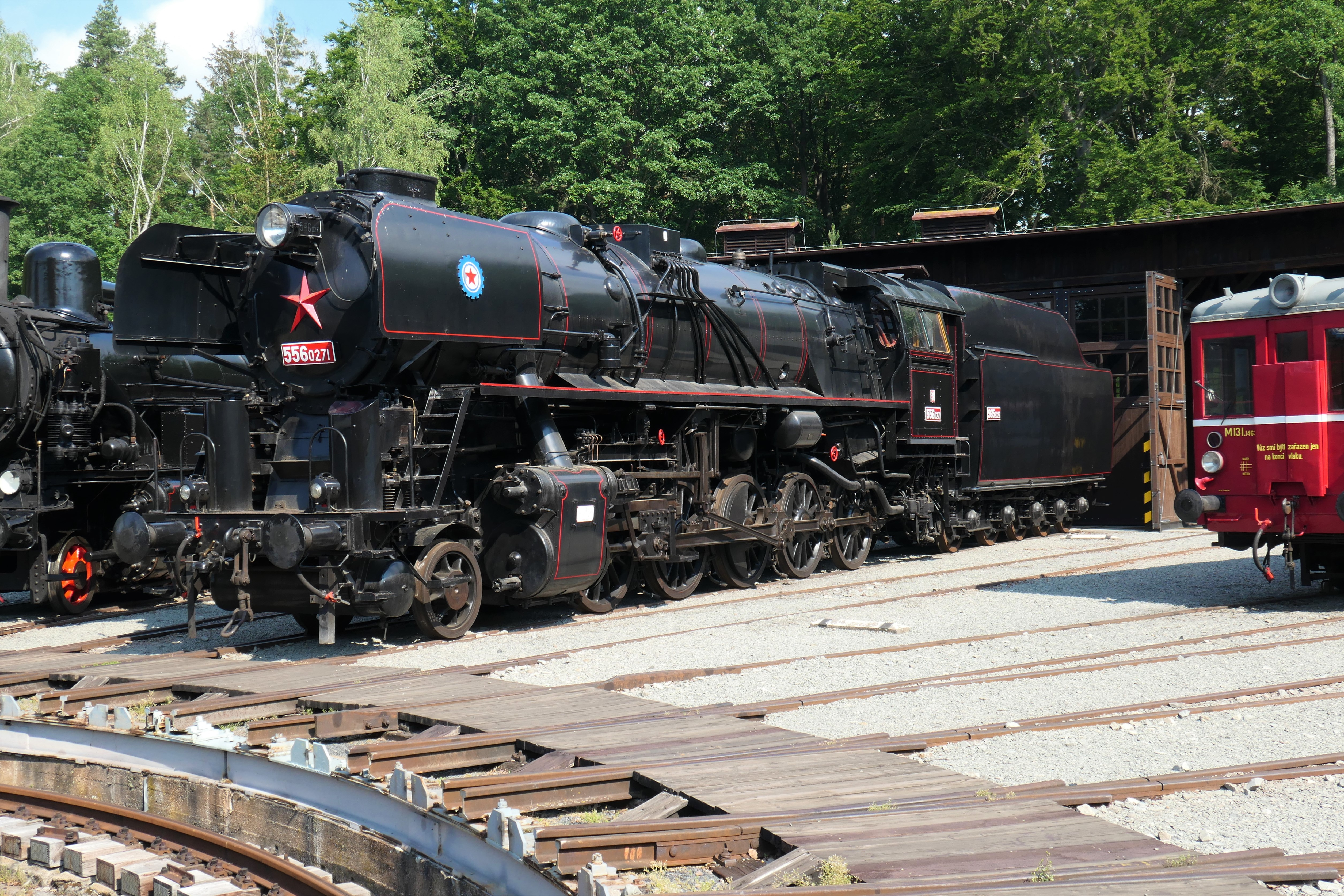
556.0271 im Eisenbahnmuseum Lužná u Rakovníka

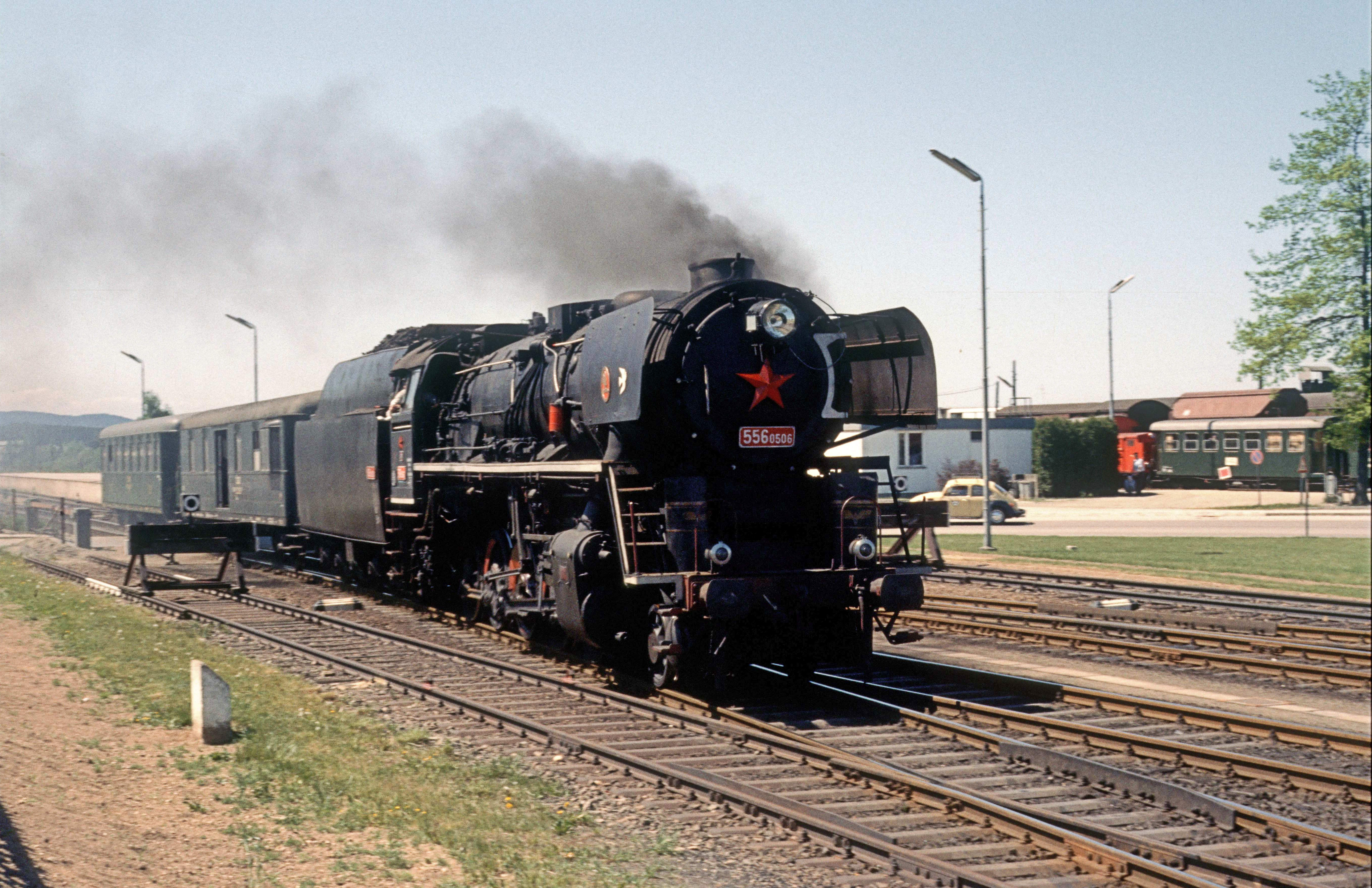
556 0506 mit einem kurzen Personenzug in Gmünd NÖ. (1979)

Entworfen wurde sie, weil für die zu erwartenden Transportaufgaben der vorhandene Lokomotivpark entweder zu langsam (ČSD-Baureihe 534.03) oder aus anderen Gründen nicht geeignet war (ČSD-Baureihe 555.0). Die guten Erfahrungen mit dem 1'E-Fahrgestell der deutschen Lokomotiven 50 und 52 ließen bei Škoda, Plzeň unter der Leitung von Ing. Kalčik eine Lokomotive entstehen, die die Krönung des Dampflokomotivbaus in der Tschechoslowakei darstellt und im europäischen Maßstab eine Spitzenkonstruktion ist. 
Kurz nach ihrem Erscheinen wurde die neue Lokomotive in vorhandenen Güterzugplänen eingesetzt, um ihre Leistungsfähigkeit zu testen. So wurde 1952 ein Zug mit 1400 t Last auf einer Steigung von 10 ‰ mit einer Geschwindigkeit von 23 km/h befördert. Die Norm lag hier bei 1000 t. Von 1954 bis 1958 wurden dann einige spektakuläre Züge gefahren:
- ein Zug mit einer Last von 3002 t ohne Schiebelokomotive
- ein Zug mit einer Last von 7392 t (432 Achsen und 1500 m Länge) mit einer Schiebelokomotive
- absoluter Rekord war die Beförderung eines Zuges von Kojetín nach Ostrava am 20. Dezember 1958. Ein Zug mit 484 Achsen, 121 Wagen und einer Last von 8272 t (1800 m lang) wurde von der 556.0338 und der 556.0020 als Schiebelokomotive befördert. Zeitweise diente die 556.0155 als zweite Schiebelokomotive. Diese Rekorde hatten zur Folge, dass bald 4000-t-Braunkohle-Ganzzüge von der 556.0 befördert wurden.

Die 556 050 war zwischen 1955 und 1957 eine Kohlenstaub-Versuchslok. Sie hatte in dieser Zeit die Nummer 556 101.
Trotzdem war die Lokomotive dank ihres niedrigen Achsdruckes universell einsetzbar und während ihres 30-jährigen Einsatzes überall im Land zu finden. Auch international erregte die Lokomotive großes Aufsehen. 1957 weilte die 556.0265 zu Messungen bei der VES-M Halle, eine weitere Lokomotive wurde in Rumänien getestet. 1971 halfen 17 Lokomotiven in Ungarn aus. Die Lokomotiven kamen bis Ende der 1970er Jahre regelmäßig in die DDR und nach Österreich, sogar vor dem Vindobona waren Einsätze zwischen Gmünd/NÖ und Česke Velenicé zu beobachten.

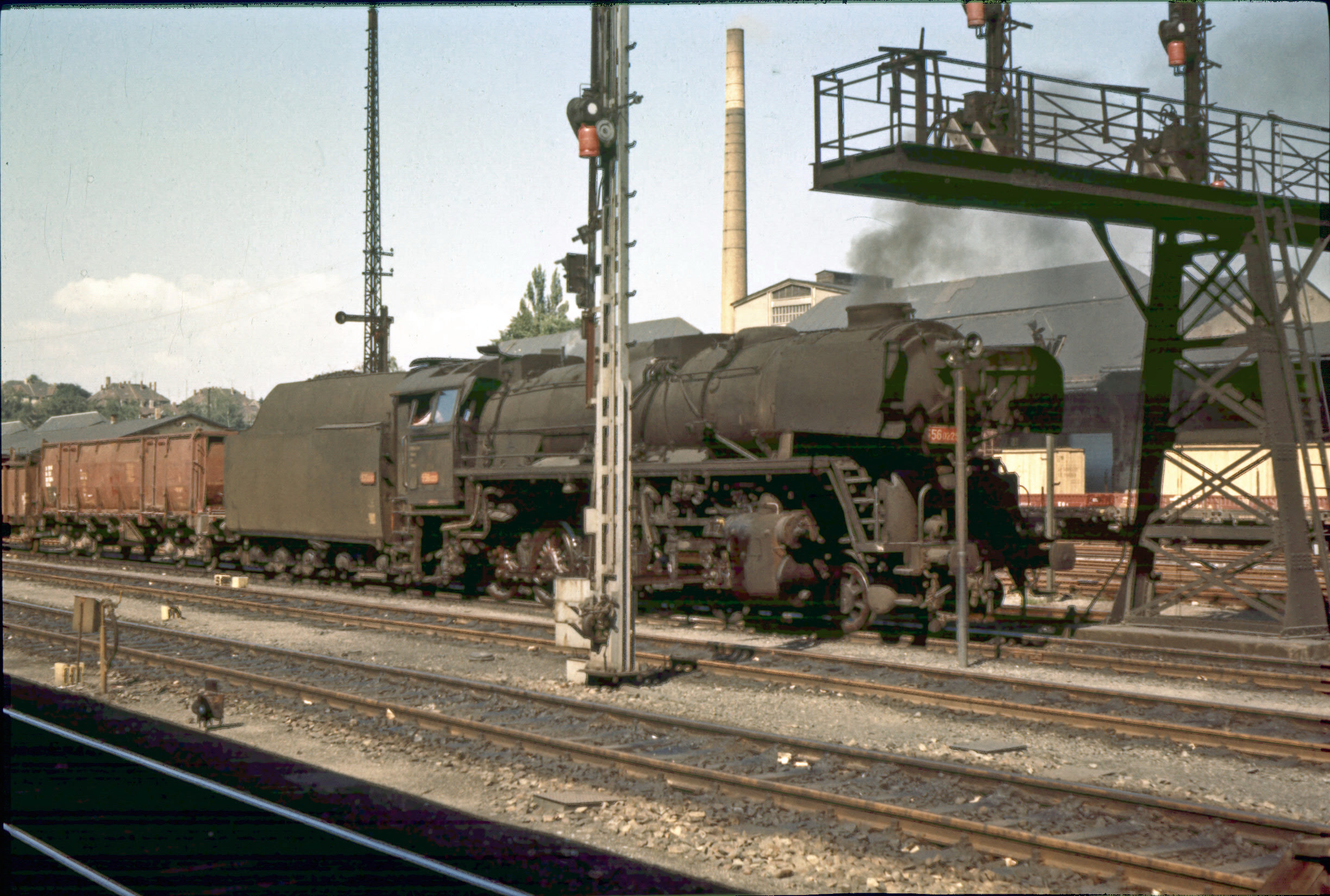
ČSD 556.0225 –1979 in Zittau Hbf.

ČSD-Baureihe 556.0 vor einem Korridorgüterzug Liberec-Varnsdorf bei der Durchfahrt durch Hainewalde (1972)

Mit der Elektrifizierung der wichtigsten Hauptstrecken und der Beschaffung von Diesellokomotiven wurden die Lokomotiven ab den 1970er-Jahren langsam entbehrlich. 1980 wurde u. a. mit ihnen der Dampflokbetrieb bei den ČSD beendet.
Einige der Lokomotiven sind erhalten geblieben. Betriebsfähig erhalten sind jedoch nur die 556.0506 in Budweis und die 556.036 in Bratislava. Die Lokomotiven 556.0298 in Prag, 556.0510 in Chomutov, 556.039 in Plešivec, 556.0254 und 0271 im Eisenbahnmuseum Lužná u Rakovníka und 556.0458 in Liptovský Mikuláš sind nicht betriebsfähig.

## Technische Merkmale
Beim Bau der Lokomotive Reihe 556.0 wurden alle Erkenntnisse angewandt, die bis dahin weltweit im Dampflokomotivbau gesammelt wurden. So wurden bei der Konstruktion Rollenlager, Stoker-Feuerung, automatische Schmierung, Doppelblasrohre der Bauart Kylchap, eine pneumatische Entschlackung des Kessels und pneumatische Betätigung der Heusingersteuerung mit einem Servomotor eingeplant. Der Kesseldruck wurde auf 18 bar erhöht, ansonsten ist der Kessel mit dem der 475.1 identisch. Die Lokomotive ist durchgängig in Schweißkonstruktion hergestellt.